# من جستجو نمی‌کنم من پیدا می‌کنم
«من جستجو نمی‌کنم من پیدا می‌کنم» (به انگلیسی: I Don't Search I Find) ترانه‌ای از چهاردهمین آلبوم استودیویی  مادام اکس (۲۰۱۹) از خواننده آمریکایی مدونا است که توسط مدونا و میرویس احمدزی سروده و تهیه شد و در ۲۲ مه ۲۰۲۰ بعنوان چهارمین تک‌آهنگ آلبوم ازطریق یونیورسال در رادیوی ایتالیایی کنتمپری هیت ریدیو پخش شد. قبلاً نیز دو آلبوم چندآهنگه شامل چندین ریمیکس از این ترانه منتشر شده بوده‌اند. این یک ترانه تأثیر گرفته از گونه‌های موسیقی رقص الکترونیک و هاوس می‌باشد که از کارهای قدیمی مدونا مانند وگ (۱۹۹۰)، اروتیکا (۱۹۹۲) و اعتراف‌ها بر روی جایگاه رقص (۲۰۰۵) الهام می‌گیرد.